# Шуурмак
Шуурмак (рос. Шуурмак) — сільське поселення (сумон), входить до складу Тес-Хемського кожууна Республіки Тива Російської Федерації. Адміністративний центр — село Шуурмак.

## Населення
Населення сумона станом на 1 січня року
| Рік    | 2011 | 2012 | 2013 | 2014 | 2015 |
| ------ | ---- | ---- | ---- | ---- | ---- |
| Насел. | 751  | 757  | 753  | 750  | 750  |